# Natalia Batista

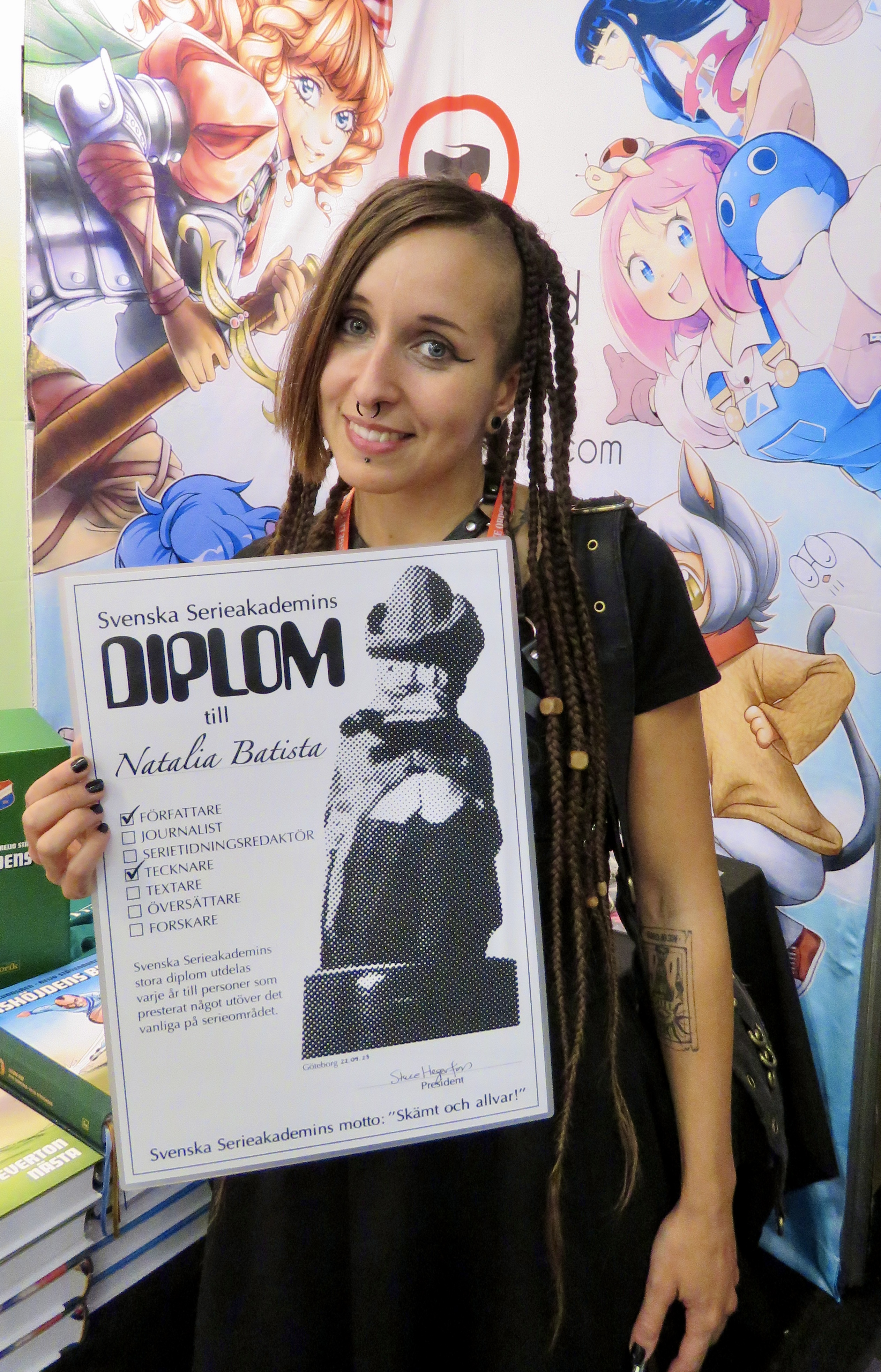
Natalia Batista auf der Göteborger Buchmesse (2022).

Natalia Batista (* 2. Juli 1986 in Lund) ist eine schwedische Comicautorin und Illustratorin. Sie schreibt und zeichnet Comics im Manga-Stil, illustriert Kinderbücher und arbeitet als Zeichenlehrerin.

## Leben
Ihre Mutter stammt aus Polen und ihr Vater aus Portugal. Ihre Schwester Catarina ist ebenfalls Comiczeichnerin. In ihrer Kindheit las Natalia zunächst frankobelgische Comics wie Tintin und Asterix. Als Zwölfjährige begann sie, Comics zu zeichnen, und zwei Jahre später damit, die japanische Anime-Fernsehserie Sailor Moon zu sehen und Manga von Rumiko Takahashi auf Englisch zu lesen. Seitdem bezieht sie ihre stilistische Inspiration von Manga und bezeichnet ihre Werke daher als „schwedische Manga“.
Hauptberuflich zeichnen wollte sie schon mit 15 Jahren. Von 2005 bis 2007 machte sie die Kunstausbildung Serieskolan i Malmö. 2006 gründete sie zusammen mit Alice Engström, Catarina Batista, Chi Minh Quan und Jonathan J. Holm das schwedische Mangaka-Kollektiv Nosebleed Studio, das auch als Verlag tätig und seit 2017 das einzige Unternehmen ist, das schwedischsprachige Manga veröffentlicht.
Ihr erster veröffentlichter Comic, Lova, erschien von 2006 bis 2007 in der Zeitschrift Okej. 2006 und 2007 kam sie in Mangatalangen, einem schwedischen Mangawettbewerb, mit Prinsessan och fröken Näktergal („Die Prinzessin und Fräulein Nachtigall“) und Synth Master J jeweils unter die 10 Finalisten. Von 2007 bis 2008 studierte sie Japanisch an der Universität Lund.
2009 gab Natalia Batista ihre Boys-Love-Serie A Song for Elise, die sie 2008 als Webcomic begonnen hatte, im Selbstverlag heraus. Dieses Buch ist der erste in Schweden veröffentlichte Yaoi-Manga. Die deutsche Übersetzung erschien 2010 unter dem Titel Ein Lied für Elise.
Im gleichen Jahr wurde ihr Slice-of-Life-Manga Mjau!, der von zwei Kätzchen handelt und sich primär an Kinder richtet, bei einem etablierten Verlag veröffentlicht und stellte somit ihr offizielles Debüt auf dem schwedischen Buchmarkt dar. In den folgenden Jahren wurde Mjau! in die portugiesische, deutsche, US-amerikanische und tschechische Sprache übersetzt. Als erstes erschien die portugiesische Übersetzung Miau Miau, zunächst kapitelweise in der Zeitschrift Banzai, zustande gekommen durch den Kontakt von Natalia Batista zu dem portugiesischen Verleger NCreatures und die daraus resultierende Zusammenarbeit zwischen Banzai und Nosebleed Studio.
Von 2010 bis 2015 wurden im Rahmen des von ihr ins Leben gerufenen und betreuten Projekts Swedish Comic Sin fünf Anthologien mit erotischen Comics veröffentlicht. Aufgrund der großen Aufmerksamkeit, die der erste Band erhielt, wurde der zweite mehr als doppelt so dick und versammelte Beiträge von 23 Comicautoren.
Außerdem illustrierte sie die 2011 und 2012 erschienene schwedische Kinderbuchserie Häxfolket („Das Hexenvolk“) von Jo Salmson, die mit dem Nordisk skolbibliotekarieföreningens Barnbokspris ausgezeichnet sowie ins Norwegische und Isländische übersetzt wurde. 2012 erhielt Natalia Batista als einzige nicht-japanische Person jeweils eine lobende Erwähnung (japanisch もうひと息賞) der japanischen Mangazeitschrift Ribon für Circus Romantique und für Hooked On You (japanischer Titel: 友達バブル). Von 2013 bis 2014 veröffentlichte sie zusammen mit Yossra El Said neun Podcast-Episoden unter dem Titel Seriesystrar (schwedisch für „Comicschwestern“).
Ihr bekanntestes Werk ist die von 2013 bis 2015 erschienene Fantasy-Mangatrilogie Sword Princess Amaltea, die klassische Geschlechtsrollen-Erwartungen umkehrt: Prinzessin Amaltea, die Protagonistin, muss darin auf eine Quest ausziehen, um einen Prinzen zu retten. Die Trilogie wurde ins Italienische, Deutsche, Tschechische, US-amerikanische und Finnische übersetzt und 2017 als schwedisches Pen-&-Paper-Rollenspiel – das erste matriarchale schwedische Rollenspiel – sowie 2021 als englisch vertonte Visual Novel adaptiert. Natalia Batista selbst bezeichnet Sword Princess Amaltea als „normkritische Satire“ und die Welt, in der die Trilogie spielt, als nicht feministisch, sondern sexistisch. Als Inspirationsquellen dienten Gerd Brantenbergs Klassiker Die Töchter Egalias von 1977 (in Bezug auf die vertauschten Rollen), aber auch die Fernsehserie Game of Thrones und die Mangaserie A Bride's Story von Kaoru Mori. Der Name „Amaltea“ ist von dem politisch linksorientierten Buchcafé Amalthea in Malmö übernommen.
2016 hatte sie einen Fernsehauftritt in der Sendung Superlördag („Supersamstag“) des schwedischen Kinderkanals. Zusammen mit anderen Mitgliedern des Nosebleed Studio veröffentlichte sie 2017 und 2018 Anleitungsbücher zum Mangazeichnen, die Wert auf Diversität legen. 2018 erschien auch ihr Aquarell-Manga Sjöjungfrun Minna och den hemliga vännen („Die Meerjungfrau Minna und der heimliche Freund“) mit der gleichen Hauptfigur wie Hooked On You. Die dritte Nominierung für den schwedischen Kinder- und Jugendcomicpreis Unghunden 2018 nahm sie nicht an. 2020 hielt sie eine von Tokyopop organisierte Manga Masterclass als Livestream-Serie. Im folgenden Jahr wurde A Forgotten Melody, ein Gemeinschaftsprojekt von Natalia Batista und Brandon Chen, in der Silent Manga Audition 15 in Japan nominiert.
Natalia Batista hält jedes Jahr Vorlesungen, Workshops und Manga-Kurse und unterrichtete von 2007 bis 2009 im Sommerkurs von Serieskolan i Malmö, von 2011 bis 2013 einzelne Kurse an der Universität Malmö und von 2013 bis 2020 regulär bei Serieskolan i Malmö. Außerdem organisiert sie seit 2015 das jährliche Comicfestival Malmö Seriefest mit Fokus auf Fanzines und gehört zu den bekanntesten manga-inspirierten schwedischen Comiczeichnern.

## Auszeichnungen (Auswahl)
- 2010: zweiter Platz in der Comic-Kategorie von Bokjuryn mit Mjau! 1
- 2010: Kulturstipendium der Gemeinde Lund[56]
- 2013: erster Preis bei World Robopic (japanischer Wettbewerb)[57]
- 2013: Nordisk skolbibliotekarieföreningens Barnbokspris (zusammen mit Jo Salmson) für Häxfolket[58]
- 2014: zweiter Platz in der Comic-Kategorie von Bokjuryn für Sword Princess Amaltea 2

## Veröffentlichungen (Auswahl)

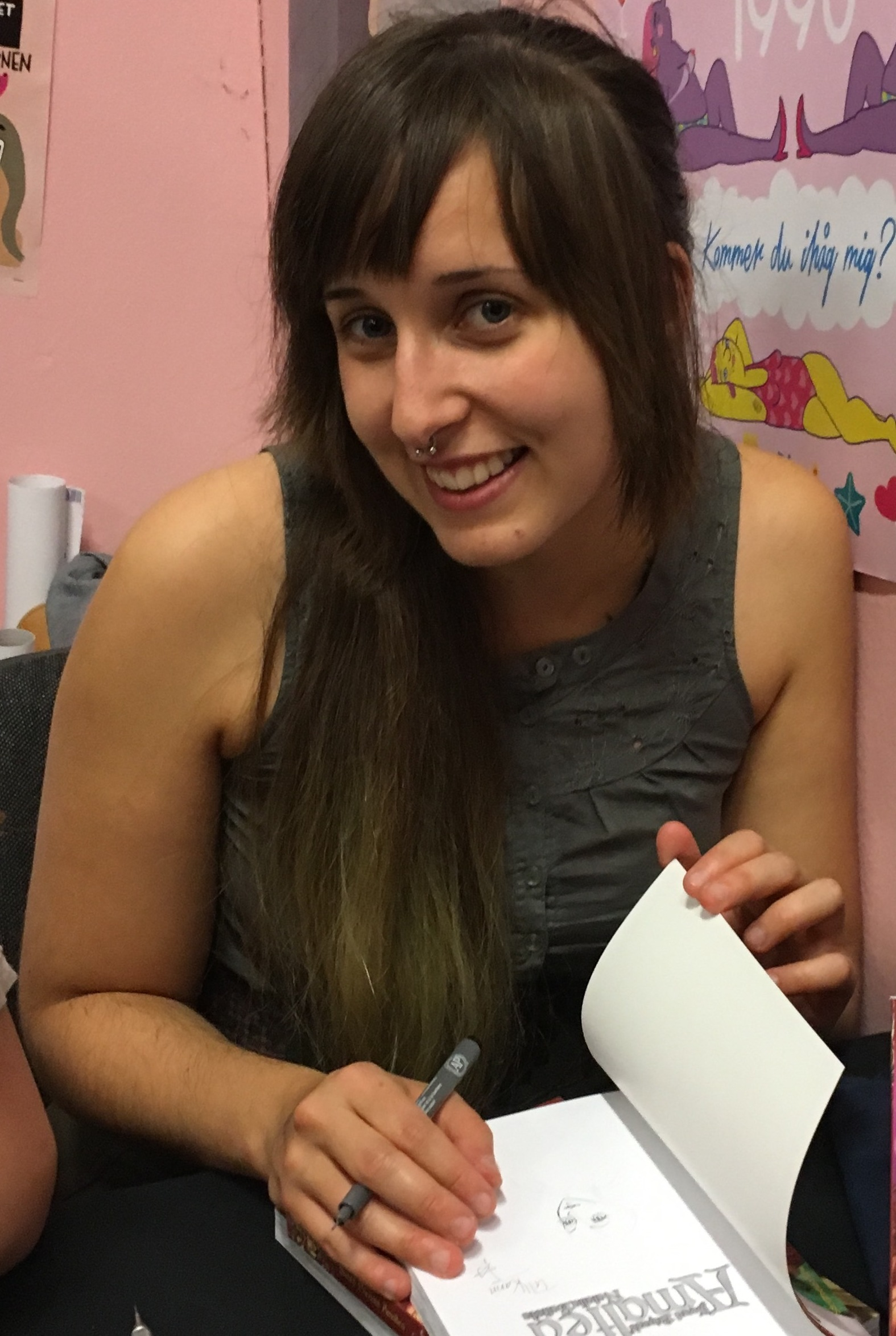
Natalia Batista signiert Sword Princess Amaltea auf der Göteborger Buchmesse (2016).

### Manga und Comics
- A Song for Elise. Nattserier, Lund 2009, ISBN 978-91-633-4429-9 (englisch, 184 S.).
  - deutsche Übersetzung: Ein Lied für Elise. Tokyopop, Hamburg 2010, ISBN 978-3-8420-0086-5 (212 S.).
- Natalia Batista und Joakim Nordqvist: Klimatpimpa din livsstil. Shoppa, laga mat, res, ha kul och lev klimatsnällt! Bli en klimatninja! Malmö Miljöförvaltning, Malmö 2009 (schwedisch, 19 S.).
- Johan Gustafsson und Natalia Batista: The Marauders and the Secrets of the Heart. Lund 2009 (englisch, 66 S., Fan-Fiction zu J.K. Rowlings Harry-Potter-Reihe).[59]
- Mjau! 1. Kabusa Böcker, Göteborg 2010, ISBN 978-91-7355-130-4 (schwedisch, 63 S.).
- Mjau! 2. Kabusa Böcker, Göteborg 2010, ISBN 978-91-7355-134-2 (schwedisch, 64 S.).
- Mjau! 3. Kabusa Böcker, Göteborg 2010, ISBN 978-91-7355-138-0 (schwedisch, 64 S.).
- Mjau! 4. Kabusa Böcker, Göteborg 2010, ISBN 978-91-7355-139-7 (schwedisch, 64 S.).
- Mjau! 1–4. Samlingsbok. Nosebleed Studio, Lund 2017, ISBN 978-91-984457-0-1 (schwedisch, 276 S., Erstausgabe: Kabusa Böcker, 2013, ISBN 978-91-7355-321-6).
  - deutsche Übersetzung: Mjau! Pyramond, Hamburg 2018, ISBN 978-3-945943-27-4 (in zwei Bände aufgeteilt).
- Hooked On You. In: Nosebleed Studio Anthology: Seaside Stories. Nosebleed Studio, Lund 2012, ISBN 978-91-979604-1-0 (englisch).[60][61]
- Sword Princess Amaltea. 1. Kolik förlag, 2013, ISBN 978-91-86509-34-7 (schwedisch, 169 S.).
  - deutsche Übersetzung: Sword Princess Amaltea. 1. Pyramond, Hamburg 2018, ISBN 978-3-945943-29-8 (176 S.).
- Sword Princess Amaltea. 2. Kolik förlag, 2014, ISBN 978-91-86509-42-2 (schwedisch, 171 S.).
  - deutsche Übersetzung: Sword Princess Amaltea. 2. Pyramond, Hamburg 2019, ISBN 978-3-945943-37-3 (176 S.).
- Sword Princess Amaltea. 3. Kolik förlag, 2015, ISBN 978-91-86509-53-8 (schwedisch, 203 S.).
  - deutsche Übersetzung: Sword Princess Amaltea. 3. Pyramond, Hamburg 2019, ISBN 978-3-945943-44-1 (204 S.).
- Sword Princess Amaltea. Samlingsbok. Nosebleed Studio, Lund 2019, ISBN 978-91-984457-6-3 (schwedisch, 592 S.).
  - Adaption als Pen-and-Paper-Rollenspiel: Natalia Batista und Thomas Arfert: Sword Princess. Rollspelet i Amalteas värld. SagaGames, Stockholm 2017, ISBN 978-91-85626-30-4 (schwedisch, 152 S.).
  - Adaption als Visual Novel: Sword Princess Amaltea. The Visual Novel. Senpai Media Group, 2021 (englisch, Fortsetzung der Hauptgeschichte).[62]
- Adjö Sverige. In: Magnolia Winroth, Natalia Batista und Joakim Waller (Hrsg.): Nosebleed Studio reser i den svenska historien. Nosebleed Studio, Lund 2017, ISBN 978-91-984457-8-7 (schwedisch).
- Natalia Batista und Elise Rosberg: Nosebleed Studio lär dig teckna manga! – Karaktärsdesign. Nosebleed Studio, Malmö 2017, ISBN 978-91-979604-5-8 (schwedisch, 144 S., zweite Auflage 2021 mit 196 Seiten, ISBN 978-91-985620-3-3).
- Natalia Batista und Elise Rosberg: Lär dig teckna manga! — Serieskapande. Nosebleed Studio, Malmö 2018, ISBN 978-91-984457-2-5 (schwedisch, 226 S.).
- Sjöjungfrun Minna och den hemliga vännen. Rabén & Sjögren, 2018, ISBN 978-91-29-70305-4 (schwedisch, 76 S.).
- Runebound. 2020 (englisch, 54 S., online).
- Brandon Chen und Natalia Batista: A Forgotten Melody. In: SMAC! Web Magazine. 2021 (17 S., online).
- Natalia Batista, Felix Östergård, Magnolia Winroth, Linn Olsson und Joakim Waller: Manga Royals – Kungliga kläder i mangastil. Nosebleed Studio, Malmö 2021, ISBN 978-91-985620-7-1 (schwedisch, 52 S.).
- Magnolia Winroth, Linn Olsson und Natalia Batista: Manga Sagas of the Vikings. Nosebleed Studio, Malmö 2022, ISBN 978-91-984457-9-4 (englisch, 172 S.).

### Illustrationen
- Jo Salmson: Häxfolket. Bonnier Carlsen, Stockholm 2013, ISBN 978-91-638-7398-0 (schwedisch, 475 S., illustriert von Natalia Batista; Sammelband, der die ursprünglich 2011 und 2012 veröffentlichten vier Einzelbände enthält).
- Pär Thörn: Hämnaren. In: Ordningen upprätthålls alltid. 23 grafiska novelletter. Apart, Malmö 2013, ISBN 978-91-980734-4-7 (schwedisch, als Comic umgesetzt von Natalia Batista).[63]

### Artikel
- Yaoi-manga – av kvinnor, för kvinnor, om män som älskar män. In: Bild & Bubbla. Band 184, Nr. 3, 2010, S. 98–103 (schwedisch, übersetzt etwa „Yaoi-Manga – von Frauen, für Frauen, über Männer, die Männer lieben“).
- Mangaflickor och söta pojkar – könsstereotyper i manga. In: Bild & Bubbla. Band 198, 2014, S. 24–29 (schwedisch, übersetzt etwa „Mangamädchen und süße Jungs – Geschlechterstereotype in Manga“).
- Nosebleed manga – recept för digitaliserad serieutgivning. In: Bild & Bubbla. Band 227, Nr. 2, 2021, S. 92–96 (schwedisch, übersetzt etwa „Nosebleed-Manga – Rezept für digitalisierte Comicveröffentlichung“).
- Mitt japanska äventyr. Natalia Batista och tidningen Ribon. In: Bild & Bubbla. Band 231, Nr. 2, 2022, S. 60–67 (schwedisch, übersetzt etwa „Mein japanisches Abenteuer. Natalia Batista und die Zeitschrift Ribon“).

### Als Herausgeberin
- Mattias Elftorp, Natalia Batista und Susanne Johansson (Hrsg.): AltCom 2010 Sex & war. The AltCom 2010 festival anthology (= Wormgod book. Band 12). Seriefrämjandet, Malmö 2010, ISBN 978-91-85161-96-6 (englisch, 160 S.).
- Natalia Batista (Hrsg.): Swedish Comic Sin. Nattserier, Lund 2010, ISBN 978-91-633-6492-1 (englisch, 160 S.).
- Natalia Batista (Hrsg.): Swedish Comic Sin 2. Nattserier, Lund 2011, ISBN 978-91-633-8432-5 (englisch, 400 S.).
- Natalia Batista (Hrsg.): Swedish Comic Sin 3. Nattserier, Lund 2012, ISBN 978-91-633-6493-8 (englisch, 184 S.).
- Natalia Batista (Hrsg.): Swedish Comic Sin 4. Nattserier, Lund 2013, ISBN 978-91-637-2797-9 (englisch, 144 S.).
- Natalia Batista (Hrsg.): Swedish Comic Sin 5. Nattserier, Lund 2015, ISBN 978-91-637-2798-6 (englisch, 180 S.).